# SEG-Y
SEG-Y è uno dei diversi standard creati dalla Society of Exploration Geophysicists (SEG) per memorizzare i dati geofisici. È uno standard aperto controllato dal SEG Technical Standards Committee, una organizzazione non profit.
Lo standard è stato sviluppato nel 1973 per memorizzare, su singola traccia di una nastro magnetico, i dati sismici. Le specifiche furono pubblicate nel 1975 sotto il nome di specifiche rev 0. Comunque, sino dal primo rilascio, iniziavano ad essere importanti altri tipi più avanzati di dati geofisici, come quelli prodotti dalle tecniche di analisi sismica in 3 dimensioni e quelli che richiedono elevate velocità di acquisizione.
Per questo nel 2002 è stata pubblicata la specifica rev 1, la quale si basa sulle regole della vecchia specifica rev 0 del 1975, ma aggiunge vari elementi opzionali, come le Label, che servono per identificare la registrazione e le sue caratteristiche peculiari, introduce poi alcune estensioni in campi di testo tali da permettere di introdurre, come preambolo ai dati sismici, informazioni aggiuntive in un numero illimitato di blocchi di 3200 byte.
Il tracciato del file SEG-Y è di tipo bloccato, quindi permette di inserire le informazioni aggiuntive solo in campi di lunghezza prefissata all'interno delimitate dei blocchi di 3200 Byte, tali campi sono definiti dalla specifica rev 1. È comunque possibile inserire anche altre informazioni, ma solo a scapito di una minore compatibilità, questo ha fatto sì che si introducesse, da parte dei costruttori di strumentazione e da parte dei ricercatori, una gran quantità di dialetti SEG-Y tra di loro parzialmente o totalmente incompatibili con il formato standard.